# Municipio de Jasper (Ohio)
El municipio de Jasper (en inglés: Jasper Township) es un municipio ubicado en el condado de Fayette en el estado estadounidense de Ohio. En el año 2010 tenía una población de 745 habitantes y una densidad poblacional de 7 personas por km².

## Geografía
El municipio de Jasper se encuentra ubicado en las coordenadas 39°34′11″N 83°35′24″O / 39.56972, -83.59000. Según la Oficina del Censo de los Estados Unidos, el municipio tiene una superficie total de 106.46 km², de la cual 106,16 km² corresponden a tierra firme y (0,28 %) 0,3 km² es agua.

## Demografía
Según el censo de 2010, había 745 personas residiendo en el municipio de Jasper. La densidad de población era de 7 hab./km². De los 745 habitantes, el municipio de Jasper estaba compuesto por el 95,97 % blancos, el 2,01 % eran afroamericanos, el 0,27 % eran asiáticos, el 0,54 % eran de otras razas y el 1,21 % eran de una mezcla de razas. Del total de la población el 0,27 % eran hispanos o latinos de cualquier raza.